# Европско првенство у атлетици у дворани 2011 — штафета 4 × 400 метара за мушкарце
Такмичење у дисциплини штафета 4 х 400 метара у мушкој конкуренцији на Европском првенству у атлетици 2011. у Паризу одржано је 6. марта. Због малог броја штафета одржана је само финална трка. Учествовала су 24 такмичара из 6 земаља.
Титулу освојену у Торино 2009, није бранила штафета Италије.

## Сатница
| Датум   | Време |        |
| ------- | ----- | ------ |
| 6. март | 17:40 | Финале |

## Земље учеснице
1. Белгија (4)
2. Пољска (4)
3. Русија (4)
4. Уједињено Краљевство (4)
5. Француска (4)
6. Холандија (4)

## Рекорди
| Рекорди пре почетка Европског првенства 2011. | Рекорди пре почетка Европског првенства 2011. | Рекорди пре почетка Европског првенства 2011. | Рекорди пре почетка Европског првенства 2011. | Рекорди пре почетка Европског првенства 2011. |
| --------------------------------------------- | --------------------------------------------- | --------------------------------------------- | --------------------------------------------- | --------------------------------------------- |
| Светски рекорд                                | Сједињене Америчке Државе                     | 3:02,83                                       | Маебаши, Јапан                                | 7. март 1999                                  |
| Европски рекорд                               | Пољска                                        | 3:03,01                                       | Маебаши, Јапан                                | 7. март 1999                                  |
| Рекорди европских првенстава                  | Пољска                                        | 3:05,50                                       | Беч, Аустрија                                 | 3. март 2002                                  |
| Светски рекорд сезоне у дворани               | Универзитет Арканзас                          | 3:05,13                                       | Фајетвил, САД                                 | 27. фебруар 2011                              |

## Освајачи медаља
|                                                                  |                                                                              |                                                                   |
| Француска · Марк Маседо · Лесли Џон · Мамуду Хане · Јоан Десимус | Уједињено Краљевство · Најџел Левин · Ник Ливи · Ричард Стракан · Ричард Бак | Белгија · Жонатан Борле · Антоан Жиле · Нилс Дуринк · Кевин Борле |

Штафете Француске и Белгије поставиле су нове националне рекорде.

## Резултати

### Финале
| Пласман | Стаза | Држава               | Атлетичари                                                          | Старт | Време   | Белешка  |
| ------- | ----- | -------------------- | ------------------------------------------------------------------- | ----- | ------- | -------- |
|         | 1     | Француска            | Марк Маседо, Лесли Џон, Мамуду Хане, Јоан Десимус                   | 0,475 | 3:06,17 | НР       |
|         | 4     | Уједињено Краљевство | Најџел Левин, Ник Ливи, Ричард Стракан, Ричард Бак                  | 0,180 | 3:06,46 |          |
|         | 5     | Белгија              | Жонатан Борле, Антоан Жиле, Нилс Дуринк, Кевин Борле                | 0,221 | 3:06,57 | НР       |
| 4       | 3     | Русија               | Дмитриј Бурјак, Павел Тренихин, Сергеј Петухов, Денис Алексејев     | 0,185 | 3:06.99 |          |
| 5       | 2     | Пољска               | Матеуш Формански, Марћин Марћинишин, Лукаш Кравчук, Јакуб Кжевина   | 0,225 | 3:09,31 |          |
| 6       | 6     | Холандија            | Joeri Moerman, Youssef El Rhalfioui, Bjorn Blauwhof, Daniël Franken | 0,243 | Диск.   | чл.170.9 |